# Pirymidyna
Pirymidyna, 1,3-diazyna, C
4H
4N
2 – organiczny związek chemiczny z grupy heterocyklicznych związków aromatycznych, strukturalnie zbliżony do pirydyny.
Trzy podstawowe części kwasów nukleinowych (DNA i RNA) – cytozyna, tymina i uracyl są pochodnymi pirymidyny.

## Pochodne pirymidyny
| Wzór          | Nazwa            | Szkielet | C2    | C4     | C5 | C6 |
| ------------- | ---------------- | -------- | ----- | ------ | -- | -- |
| C 4H 5N 3O    | cytozyna         |          | =O    | − NH 2 | −H | −H |
| C 4H 4N 2O 2  | uracyl           | =O       | =O    | −H     | −H |    |
| C 4H 3FN 2O 2 | fluorouracyl     | =O       | =O    | −F     | −H |    |
| C 5H 6N 2O 2  | tymina           | =O       | =O    | −CH 3  | −H |    |
| C 4H 4N 2O 3  | kwas barbiturowy | =O       | =O    | −H     | =O |    |
| C 5H 4N 2O 4  | kwas orotowy     | =O       | −COOH | −H     | =O |    |

U niektórych organizmów (np. Prymnesium parvum) pirymidyna jest składnikiem pokarmowym niezbędnym do syntezy witaminy B1.
Pirymidyna ma charakter zasadowy i w reakcjach z kwasami tworzy sole (np. chlorowodorki).

### Wrodzone zaburzenia metabolizmu pirymidyn
Istnieją wrodzone zaburzenia metabolizmu pirydyn:
- acyduria orotowa typu I
- acyduria orotowa typu II
- acyduria β-aminoizomaślanowa
- niedobór karbamoilotransferazy ornitynowej